# مصطفی مهدوی‌کیا
 مصطفی مهدوی‌کیا  (زاده ۲۵ شهریور ۱۳۶۳ - تهران) بازیکن فوتبال ایرانی است. وی در باشگاه‌های پرسپولیس، فجر شهید سپاسی، کاوه تهران، فولاد یزد و الوند همدان سابقه بازی دارد.

## پیون به بیرون
- Persian League Profile